# Ред-Рок (Оклахома)
Ред-Рок (англ. Red Rock) — місто (англ. town) в США, в окрузі Нобл штату Оклахома. Населення — 245 осіб (2020).

## Географія
Ред-Рок розташований за координатами 36°27′36″ пн. ш. 97°10′46″ зх. д. / 36.46000° пн. ш. 97.17944° зх. д. (36.460076, -97.179583).  За даними Бюро перепису населення США в 2010 році місто мало площу 0,64 км², уся площа — суходіл.

## Демографія
Згідно з переписом 2010 року, у місті мешкали 283 особи в 82 домогосподарствах у складі 68 родин. Густота населення становила 443 особи/км².  Було 98 помешкань (153/км²).
Расовий склад населення:
| - 66,4 % — корінних американців - 25,1 % — білих - 1,1 % — осіб інших рас |

До двох чи більше рас належало 7,4 %. Частка іспаномовних становила 5,7 % від усіх жителів.
За віковим діапазоном населення розподілялося таким чином: 36,0 % — особи молодші 18 років, 55,5 % — особи у віці 18—64 років, 8,5 % — особи у віці 65 років та старші. Медіана віку мешканця становила 31,1 року. На 100 осіб жіночої статі у місті припадало 88,7 чоловіків;  на 100 жінок у віці від 18 років та старших — 94,6 чоловіків також старших 18 років.
Середній дохід на одне домашнє господарство  становив 43 865 доларів США (медіана — 47 929), а середній дохід на одну сім'ю — 48 206 доларів (медіана — 48 393). За межею бідності перебувало 14,5 % осіб, у тому числі 20,8 % дітей у віці до 18 років та 26,1 % осіб у віці 65 років та старших.
Цивільне працевлаштоване населення становило 140 осіб. Основні галузі зайнятості: мистецтво, розваги та відпочинок — 31,4 %, виробництво — 27,9 %, публічна адміністрація — 11,4 %, освіта, охорона здоров'я та соціальна допомога — 11,4 %.